# Saint-Simon, Aisne
Saint-Simon là một xã ở tỉnh Aisne, vùng Hauts-de-France thuộc miền bắc nước Pháp.

## Administration
| Danh sách thị trưởng                   |           |                               |      |         |  |  |  |
| Giai đoạn                              | Giai đoạn | Tên                           | Đảng | Tư cách |  |  |  |
| từ 1802 đến 1808                       |           | Jean-Claude Duclos            | -    | -       |  |  |  |
| từ 1808 đến 1815                       |           | Guillaume Ducreux             | -    | -       |  |  |  |
| từ 1815 đến 1839                       |           | Jean Charles François Legrand | -    | -       |  |  |  |
| từ 1939 đến 1842                       |           | Médard Buttin                 | -    | -       |  |  |  |
| từ 1842 đến 1877                       |           | M. Hugues                     | -    | -       |  |  |  |
| từ 1877 đến 1878                       |           | M. Magois                     | -    | -       |  |  |  |
| từ 1878 đến 1896                       |           | M. Mascret                    | -    | -       |  |  |  |
| từ 1895 đến 1914                       |           | Édouard Magnier               | -    |         |  |  |  |
| từ 1914 đến 1919                       |           | Henri Mouflier                | -    |         |  |  |  |
| từ 1919 đến 1945                       |           | Léon Magnier                  | -    | -       |  |  |  |
| từ 1945 đến 1947                       |           | Louis Legrand                 | -    | -       |  |  |  |
| từ 1947 đến 1952                       |           | Edmond Gaétan Gobineaux       | -    | -       |  |  |  |
| từ 1952 đến 1971                       |           | Alfred Gout                   | -    | -       |  |  |  |
| từ 1971 đến 1989                       |           | Michel Lemoine                | -    | -       |  |  |  |
| mars 2008                              |           | Jean Lefevre                  |      |         |  |  |  |
| Tất cả các dữ liệu trước đây không rõ. |           |                               |      |         |  |  |  |

## Dân số
| Năm | 1760    | 1793 | 1800 | 1806 | 1818 | 1836 | 1856 | 1962 | 1968 | 1975 | 1982 | 1990 | 1999 |
| --- | ------- | ---- | ---- | ---- | ---- | ---- | ---- | ---- | ---- | ---- | ---- | ---- | ---- |
| Dân số | 43 feux | 262  | 315  | 321  | 404  | 586  | 596  | 522  | 564  | 530  | 600  | 687  | 651  |
| From the year 1968 on: No double counting—residents of multiple communes (e.g. students and military personnel) are counted only once. |         |      |      |      |      |      |      |      |      |      |      |      |      |